# Haworthiopsis attenuata var. glabrata
Haworthiopsis attenuata var. glabrata (sin. Haworthia glabrata),  biljka iz porodice Asphodelaceae, varijetet vrste H. attenuata. Potječe iz Južne Afrike.

## Uzgoj
Preporučena temperatura noću je 10-11°C, a može tolerirati hladnoću od najviše -1°C. Mora biti u sjeni i zahtijeva redovito zalijevanje.